# Escaldo

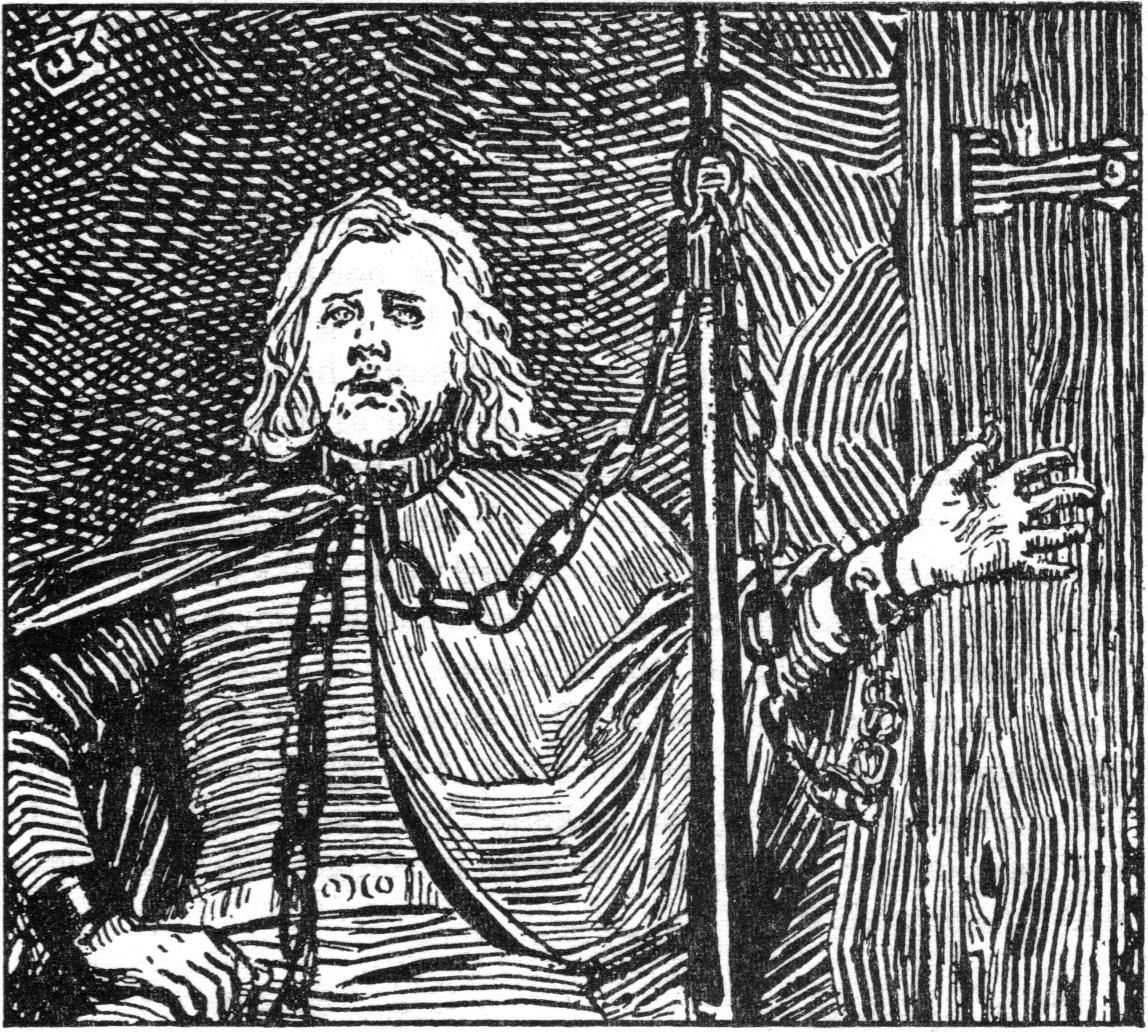
"Bersi Skáldtorfuson compone poesía después de ser capturado por el rey Óláfr Haraldsson". Ilustración de Christian Krohg.

Los escaldos (del nórdico antiguo skald, "cantor") eran poetas guerreros que pertenecían a la corte de los reyes escandinavos durante la Edad Media.
Ensalzaban a los monarcas a los que servían en composiciones poéticas como los drápar, para principalmente exaltar su generosidad o heroísmo demostrado en el combate.
Sus obras constituyen la llamada poesía escáldica, caracterizada por el verso aliterativo y figuras retóricas, una de las cuales era el kenning.
Famosos escaldos son protagonistas de las sagas como, por ejemplo, Egil Skallagrímson, de la saga de su mismo nombre.
El verdadero papel de un escaldo no era solo componer poemas; también se les consideraba cronistas, escritores, testigos de acontecimientos. Eran, en resumen, una autoridad histórica.cuyo papel se asemejaría al de los reporteros en la actualidad. Olaf II de Noruega lo menciona muy claramente poco antes de la batalla de Stiklestad:
[Él] llamó a sus escaldos y les ordenó entrar en la sala de su fortaleza. «Vosotros debéis estar aquí», dijo, «y ser testigos de todo lo que pasará aquí. Así no necesitaréis que nadie os diga nada, pues podréis decirlo por vosotros mismos y componer versos sobre ello más tarde».

## Escaldos destacados
Se conocen a más de 300 de ellos a lo largo de un período que va desde el 800 al 1200 d. C., muchos de los cuales figuran en la Skáldatal.
- Bragi Boddason "el Viejo" (princípios del s. IX), autor del Ragnarsdrápa
- Þorbjörn Hornklofi (s. X), escaldo del rey Harald I de Noruega
- Thjódólfur úr Hvini (fl. c. 900), autor del Haustlöng y Ynglingatal
- Eyvindr Finnsson (s. X), conocido también como Eyvindr skáldaspillir, o Eyvindr el Plagiador, autor del Hákonarmál y Háleygjatal
- Egill Skallagrímsson (s. X), autor del Sonatorrek, Höfuðlausn y Arinbjarnarkviða
- Kormákr Ögmundarson (mediados del s. X), el personaje principal del Kormáks saga
- Eilífr Goðrúnarson (finales del s. X), autor del Þórsdrápa
- Þórvaldr Hjaltason (finales del s. X), un escaldo del rey Erico el Victorioso
- Hallfreðr Óttarsson (finales del s. X, poeta en la corte del rey Olaf I de Noruega
- Einar Helgason "Skálaglamm" (finales s. X), "de las monedas relucientes", autor del Vellekla
- Úlfr Uggason (finales del s. X), autor del Húsdrápa
- Tindr Hallkelsson (fl. c. 1000), uno de los poetas en la corte de Håkon Sigurdsson
- Gunnlaugr Illugason (siglo X-XI), conocido como Ormstunga (lengua de serpiente") por su predilección por la sátira y la invectiva
- Sigvatr Þórðarson (principios del siglo XI)
- Þórarinn loftunga (principios del siglo XI)
- Óttarr svarti (mediados del siglo XI), poeta en la corte de los reyes Olaf Skötkonung y Olaf II de Noruega
- Haraldr Harðráði, rey de Noruega (mediados del siglo XI)
- Arnórr Jarlaskáld (mediados del siglo XI), apodado el escaldo de los Jarls
- Einarr Skúlason (siglo XII), autor del Geisli
- Snorri Sturluson (siglo XII-XIII)
- Þórir Jökull Steinfinnsson (siglo XIII)